# اسکنلون (مینه‌سوتا)
اسکنلون، مینه‌سوتا (به انگلیسی: Scanlon, Minnesota) یک شهر در ایالات متحده آمریکا است که در شهرستان کارلتون، مینه‌سوتا واقع شده‌است.

## خصوصیات
اسکنلون ۲٫۱۸ کیلومترمربع مساحت و ۹۹۱ نفر جمعیت دارد و ۳۶۸ متر بالاتر از سطح دریا واقع شده‌است.